# Histoire de Charles XII

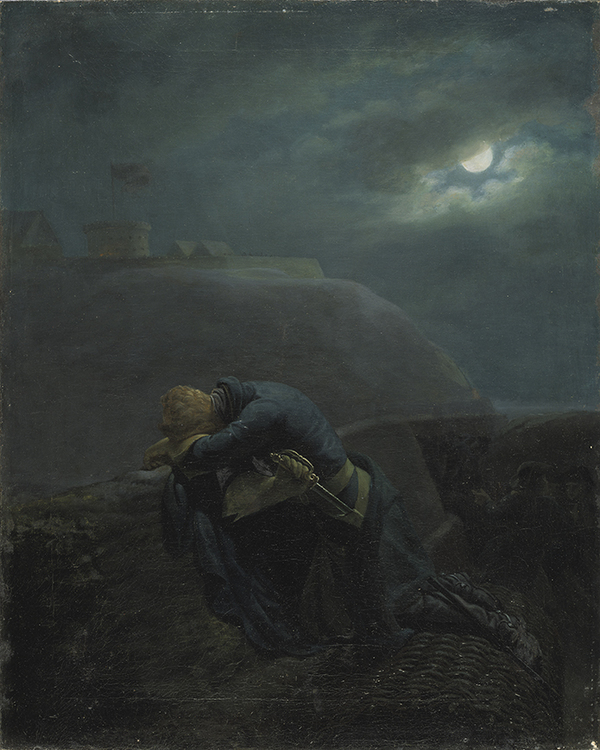
La mort de Charles XII.

Histoire de Charles XII, roi de Suède est un ouvrage historique de Voltaire paru en janvier 1731 qu'il modifiera et augmentera à plusieurs reprises (2e éd., 3e éd. et 4e éd. en 1732 ; 5e éd. en 1733 ; 6e éd. en 1734 ; 7e éd. en 1737 ; 9e éd. en 1738 ; 10e éd. en 1748 ; 11e éd. en 1750) et dont la dernière version modifiée du vivant de Voltaire paraît en 1768 (appelée : « édition de Genève »). Il est aujourd'hui encore le seul ouvrage consacré au roi Charles XII avec l'Histoire de Charles XII de Nordberg (publié en 1742).

## Contexte
Voltaire fut passionné par ce souverain « moitié Alexandre, moitié Don Quichotte » qui était « l’homme le plus extraordinaire peut-être qui ait jamais été sur la Terre, celui qui a réuni en lui toutes les grandes qualités de ses aïeux » selon ses mots, il rencontra à Paris en 1717 un conseiller de Charles XII : le baron de Görtz. Dix années plus tard, exilé en Angleterre, il se lia d'amitié avec un autre proche du roi Charles XII qui put lui donner des informations : le baron Friedrich Ernst von Fabrice (de). Voltaire complétera ses informations avec d'autres documents de première main, notamment des témoignages. C'est d'ailleurs en Angleterre qu'il conçoit l'idée d'écrire ce livre sur Charles XII. L'Histoire de Charles XII, roi de Suède, est le premier des ouvrages historiques de Voltaire. Le livre est commencé en 1727 ou 1728 à Londres (les sources divergent quant à la date d'écriture) mais son privilège royal, qu'il avait obtenu du garde des Sceaux, lui est retiré en raison de sa prise de position pour le roi déchu Stanislas Ier contre le roi Auguste II, qui chassé par Charles XII avait depuis retrouvé son trône : la cour craignant que cela puisse affecter les bonnes relations avec la Pologne fit donc interdire officiellement l'ouvrage racontant les malheurs du souverain au pouvoir. L'ouvrage est publié en 2 volumes en 1731 et les 2 600 exemplaires déjà imprimés lorsque le privilège lui est retiré seront alors saisi par la police. Cependant, la cour laissa entendre qu'ils fermeront les yeux au sujet d'une publication clandestine, Voltaire passa donc secrètement plusieurs mois à Rouen (en faisant courir la rumeur qu'il se retirait à Cantorbéry pendant plusieurs mois), car il jugeait que sa présence était nécessaire au bon déroulement de l'impression effectuée par Claude-François Jore (spécialiste des publications interlopes). Il séjourna à l'hôtel de Mantes (« trou » déniché par le conseiller au parlement) en se faisant passer pour un noble anglais en exil et refusa la proposition d'hébergement de Pierre-Robert Le Cornier de Cideville, dans le but de rester discret.

Dans une lettre du 16 ou 17 mars 1731, il évoque ses conditions de séjour à Pierre-Robert Le Cornier de Cideville : 

« A l'hôtel de Mantes je gite,
Soi-disant de Mantes l'hôtel ;
Mais horride et damné bordel
Dont je veux sortir au plus vite.
[...]
Il a l'odeur du lupanar
Arachné tapisse mes murs :
Draps y sont courts, lits y sont durs ;
Boiteuses sont les escabelles ;
Et la bouteille au cou cassé
Y soutient de jaunes chandelles
Dont le bout y fut enfoncé
Par les deux mains sempiternelles
De l'hôtesse au nez retroussé. »

Voltaire vécut ensuite chez Claude-François Jore, puis séjourna plusieurs mois dans une maison de campagne en attendant la livraison de son livre qui arriva durant l'été 1731 (quasiment au même moment que l'édition anglaise qu'il chargea au libraire William Bowyer d'effectuer). L'ouvrage entra discrètement en novembre à Paris, en transitant par l’hôtel du prince de Guise (à Saint-Cloud) et par l'hôtel de Richelieu (à Versailles).
Lorsque Voltaire rédige son livre, Charles XII est mort depuis une dizaine d'années (le 30 novembre 1718). Ce roi est connu en France par plusieurs ouvrages paru de son vivant ou peu après sa mort, par exemple l'Histoire de la Suède sous le règne De Charles XII (12 tomes en 6 volumes) d'Henri Philippe de Limiers, paru en 1721.
Dans cet ouvrage, Voltaire réprouve la conception classique de l’œuvre historique consistant à donner une visée morale au récit, sans pour autant s'extraire d'un style littéraire (relatant les aventures guerrières du roi dans un style épique). Ainsi, il dira dans son Discours sur l'histoire de Charles XII : « On n’a pas avancé un seul fait sur lequel on n’ait consulté les témoins oculaires et irréprochables. C’est pourquoi on trouvera cette histoire fort différente des gazettes qui ont paru jusqu’ici sous le nom de Vie de Charles XII. » L'idée naît chez Voltaire que l'humanité tend vers le progrès grâce aux erreurs et aux absurdités de l'histoire, c'est ainsi qu'il oppose la folie des conquêtes à la sagesse de l'homme d'État tout-puissant usant de son pouvoir dans le but de faire avancer la civilisation (faisant déjà référence à la doctrine d'un « despotisme éclairé »).

## Contenu
Le livre est précédé d'un « Discours sur l'histoire de Charles XII », figurant à la fin de la première édition et inséré comme préface dans la seconde édition ; d'une préface (édition 1748), d'un texte « Aux auteurs de la bibliothèque raisonnée de l'incendie de la ville d'Alténa » (1732) ; d'une lettre à M. Le Maréchal de Schulenbourg, général des vénitiens (1740), d'une lettre à M. Nordberg, chapelain du roi de Suède et auteur d'une histoire de ce monarque (1744).
L'ouvrage comprend 8 livres, un « argument » figure en début de chacun d'eux. Voltaire montre que le pouvoir d'un souverain polonais n'est que pure fiction comparée à celui du clergé, des nobles et des aristocrates. Voltaire parle ainsi de la condition d'esclave du peuple polonais et de l'oisiveté de sa noblesse, qui sont responsables de la pauvreté de ce « pays arrosé des plus belles rivières, riches en pâturages, en mines de sel et couvert de moissons ».
Il rapporte que Charles XII enfant, influencé par Alexandre, déclara qu'il voulut lui ressembler malgré sa mort précoce (à 32 ans) mais que lui saurait garder toutes ses possessions, ces propos firent la fierté de son père qui voyait en son fils un possible grand roi. Voltaire dira de lui que son caractère est « manifestement dominé par des emportements de jeunesse » et par son « opiniâtreté excessive », ainsi il évoque sa prétention à la gloire, son impatience, le manque d'application contre-balancés par son impétuosité, sa passion de vaincre et sa force de caractère. Voltaire évoque la défaite de Charles XII contre le tsar en disant qu'il s'agissait d'une plus grande faute encore que de s'attaquer à un ennemi trois fois plus fort « par le nombre d’hommes et par les ressources qui manquaient aux Suédois ». Il évoquait le fait que les moscovites craignaient de manger du pigeon en raison du fait que le Saint-esprit était peint en colombe, qu'ils hésitaient à boire du lait un jour de jeûne mais qu'ils n'avaient que peu de scrupules à passer de la confession au vol et aux homicides et qu'ils n'hésitaient pas à s'enivrer d'eau de vie les jours de fête.
Dans son dernier chapitre intitulé « Qu’il faut savoir douter », sous-titré « Éclaircissements sur l’histoire de Charles XII », Voltaire est soucieux de l'exactitude historique et met en garde contre les mythes et anecdotes populaires, il rappelle dans le même temps que les hommes écrivent au sujet de leurs adversaires en citant l'exemple rapporté par des moines que Mehmed II aurait ravagé Constantinople, détruit des icônes de Jésus et converti les églises en mosquées. Il termine en disant que « cent historiens copient ces misérables fables ; les dictionnaires de l’Europe les répètent », or elles ne sont pas forcément vraies. Dans son ouvrage, Voltaire fait des Cosaques (par ailleurs, il utilise les termes "cosaques" et "ukrainiens" sans distinction) les descendants des Tatars.
Voltaire évoque également la légende d'Ivan Mazepa qu'il apprit de la bouche de Stanislas Ier, les historiens établirent que cette histoire relatée par Voltaire était fausse mais elle inspira d'autres écrivains et artistes (Voltaire fait de Mazepa un héros dans ce livre, alors qu'il fera de lui un traître dans le livre sur l'Histoire de Pierre Ier). Concernant l'Ukraine, il dira : « l’Ukraine aspire toujours à être libre ». Il parlera de la « tolérance des Turcs » en citant le fait que Charles XII put exercer des activités politiques à la cour ottomane lorsqu'il se réfugia à Istanbul de 1709 à 1712 : « C’est une chose bien surprenante de voir un chrétien […] cabaler presque ouvertement à la Porte ».

## Réception et postérité
Son ouvrage connut un succès immédiat et fut publié en langue anglaise peu après sa sortie française (traduction établie au cours de l'été 1731), l'ouvrage sera réédité à maintes reprises. En 1742, le chapelain Nordberg publia un contre point de vue avec son ouvrage Histoire de Charles XII, roi de Suède, cela fera l'objet d'une lettre sarcastique publiée en 1744. Dans une autre lettre à un publiciste de Mercure de France en novembre 1744, Voltaire évoque l'ouvrage de Nordberg en disant qu'il est sûr « que le chapelain aura souvent vu les mêmes choses avec d’autres yeux que le favori ou l’ambassadeur », il y revendique également sa rigueur concernant ses biographies de Charles XII et de Pierre le Grand : « Je n’ai aucun sujet de les flatter ni de les médire. Je les traiterai comme Louis XIV avec le respect qu’on doit aux têtes couronnées qui viennent de mourir, et avec le respect qu’on doit à la vérité, qui ne mourra jamais ». À Pétersbourg, Mikhaïl Vassilievitch Lomonosov reproche à Voltaire dans sa Réfutation d'avoir minimisé le rôle de Pierre le grand dans son ouvrage Histoire de Charles XII. Mais il y avait également Carl Gustaf Tessin qui n'aimait pas l'ouvrage de Voltaire.
Voltaire reproduisit, en tête de l'édition de 1768 in-quarto, un document qui faisait sa fierté : le certificat du Roi de Pologne Stanislas sur l'Histoire de Charles XII mentionnant « qu’il étoit prest à doner un certificat à Monsieur de Voltaire pour constater l’exacte vérité des faits contenus dans cette histoire ». Cette Histoire de Charles XII sera étudiée durant le XIXe siècle par les élèves de lycée (mise en parallèle avec l'histoire d'Alexandre par Quinte Curce en classe de troisième durant le premier empire, étudiée en classe de troisième ou seconde durant le second empire, en classe de quatrième aux programmes de 1880 et de 1895).
Ce livre fait par ailleurs partie des lectures de Jean-Jacques Rousseau (dont les longs développements voltairiens sur la Pologne pourraient avoir influencé les considérations de Rousseau). Lord Byron mit en épigraphe de son ouvrage Mazeppa, le passage suivant de l'Histoire de Charles XII : « Une intrigue qu’il eut dans sa jeunesse avec la femme d’un gentilhomme polonais ayant été découverte, le mari le fit lier tout nu sur un cheval farouche, et le laissa aller en cet état. Le cheval, qui était du pays de l’Ukraine, y retourna, et y porta Mazeppa demi-mort de fatigue et de faim ». L'ouvrage de Voltaire fait également partie de la liste des 76 œuvres que Napoléon Ier, mourant, fit mettre de côté pour son fils Napoléon II (grâce à Louis-Etienne Saint-Denis, promu bibliothécaire sur l'île de Sainte-Hélène). Napoléon Ier étudia également cet ouvrage, grâce auquel il a pu connaître l'histoire de Charles XII.
L'oisiveté de Charles XII décrite par Voltaire sera remise en cause : il apprenait l'hébreu, se faisait lire des œuvres de Boileau et Racine et envisageait des expéditions scientifiques en Orient.
En 1994, Michel Cambrosio effectua un travail d'analyse textuelle à l'université de Lausanne qui se proposait d'analyser l’œuvre de Voltaire sur Charles XII à l'aide d'un modèle tiré des réflexions de Paul Ricœur. L'ouvrage de Voltaire fera l'objet en 1996 d'une édition critique de Gunnar von Proschwitz montrant les très nombreuses modifications voltairiennes au fil des éditions,. Dans ses Mémoires, André Maurois affirme que l'Histoire de Charles XII faisait partie des « quelques livres illustres » appartenant au genre de la biographie quand il s'est lancé dans celui-ci.